# Епизон
Епизон (фр. Epizon) насеље је и општина у североисточној Француској у региону Шампањ-Арден, у департману Горња Марна која припада префектури Сен Дизје.
По подацима из 2011. године у општини је живело 140 становника, а густина насељености је износила 6,06 становника/km². Општина се простире на површини од 23,11 km². Налази се на средњој надморској висини од 367 метара.

## Демографија
| 1962. | 1968. | 1975. | 1982. | 1990. | 1999. | 2011. |
| ----- | ----- | ----- | ----- | ----- | ----- | ----- |
| 211   | 243   | 207   | 174   | 154   | 114   | 140   |

График промене броја становника у току последњих година